# 19-я Србобранская лёгкая пехотная бригада
19-я Србобранская пехотная бригада (серб. Деветнаеста србобранска пјешадијска бригада) — пехотное подразделение Войска Республики Сербской, находившаяся в составе 1-го Краинского корпуса. В зону действия входила община Србобран (ныне община Дони-Вакуф) Республики Сербской. По предварительным данным, бригада потеряла за годы войны 320 человек убитыми и более 1000 ранеными.

## История
В 1991 году значительную часть населения города Дони-Вакуф и одноимённой общины составляли сербы при наличии и боснийских мусульман. После начала межэтнических и межрелигиозных столкновений православных и мусульман сербы стали образовывать военные отряды для защиты гражданского населения. В состав провозглашённой Республики Сербской была включена община Дони-Вакуф, переименованная в Србобран.
26 марта 1992 года была образована 19-я Србобранская пехотная бригада. Изначально в своих рядах она насчитывала 282 человека, но к июню численность выросла до 4800 человек. Число солдат в бригаде варьировалось от 3500 до 5 тысяч человек. С мая 1992 по сентябрь 1995 годов бригада воевала на юге Республики Сербской, удерживая участок фронта протяжённостью 120 км.
После подписания Дейтонского соглашения бригада была расформирована, а община Србобран была переименована в Дони-Вакуф и передана Федерации Боснии и Герцеговины. Значительная часть местного населения бежала в общину Градишка. Там ежегодно 26 марта проводятся памятные мероприятия в честь 19-й Србобранской бригады.